# Sidewalk Film Festival
O Sidewalk Film Festival é um festival anual de cinema que ocorre durante o último fim de semana de agosto no Theatre District de Birmingham, Alabama, desde 1999. O festival normalmente é exibido em sete locais localizados no centro de Birmingham, apresentando o Teatro Alabama restaurado, com 2.200 lugares palácio do cinema construído pela Paramount em 1927 e várias salas de exibição na Escola de Belas Artes do Alabama.